# Нижнедунайская низменность
Нижнедуна́йская ни́зменность (также Нижнедунайская равнина, Румынская низменность) — крупная равнина на юге Румынии и севере Болгарии. Длина 560 км (от Железных Ворот до Чёрного моря).

## История и археология
Издревле Нижнедунайская низменность, особенно её северная — широкая сторона на территории Румынии представляла собой важную транзитную зону кочевий разнообразных племён, проникавших из Северного Причерноморья. В античную эпоху здесь обитали геты, даки, мёзы, заходили скифы и сарматы, тревожившие границы Римской империи, которая к началу II века нашей эры вышла к Дунайскому рубежу, а в 101—102 гг при императоре Траяне перешла его и захватила западную холмистую часть равнины до реки Олт и внутренние Карпатские регионы к северу. Римские войска вынуждены были покинуть северную территорию уже к 275 году, но вплоть до средневековья Римская империя была единственным государством в полном смысле этого слова существовавшим на равнине. Вероятно этим и объясняется тот факт, что романизация региона имела достаточно глубокий характер и романоязычная общность постоянно сохранялась на равнине в виде полукочевых валахов несмотря на сильные транзитные миграции славян, тюрок и финно-угорских народов. Так или иначе, после XV века равнина стала центром формирующейся румынской нации.